# Waldemar Kjällkvist
Waldemar Fredrik Wilhelm Kjällkvist, född 4 augusti 1890 i Kristiania, död 24 mars 1949 i Göteborg, var en svensk dekorationsmålare, målare och tecknare.
Han var son till skofabrikören August Kjällkvist och Olivia Matilde Sandell och från 1924 gift med Lydia Charlotta Dahlström. Kjällkvist studerade dekorativ målning för Albert Eldh vid Slöjdföreningens skola i Göteborg 1917–1920 och efter studierna bosatte han sig i Göteborg. Han var verksam som dekorationsmålare och utförde utsmyckning av offentliga lokaler och burgna privathem. Bland hans arbeten märks utsmyckningar för Viktoriabiografen och Hagens kapell. Vid sidan av sitt arbete verkade han som konstnär och målade porträtt, stilleben samt målningar med religiöst och topografiskt innehåll i olja. Han medverkade endast i en utställning som hölls tillsammans med Otto Mattsson och Joel Mattsson i Jönköping. Kjällkvist är representerad vid Göteborgs historiska museum. Han är begravd på Kvibergs kyrkogård i Göteborg.